# Louis Major
Louis Major (* 20. Dezember 1902 in Oostende; † 19. Februar 1985 in Antwerpen) war ein belgischer Gewerkschafter und Politiker.

## Leben
Louis Major war Mitglied in der Belgische Werkliedenpartij und Gewerkschaftssekretär der Hafenarbeiter in der Provinz Westflandern. Von 1933 bis 1938 war er Gemeinderatsmitglied in der Kommune Oostende. 1938 war er Vorstandsmitglied im „Belgische Transportarbeiders Bond“ und im „Belgisch Vakverbond“ (BVV). Nach dem deutschen Überfall auf Belgien flüchtete Major zunächst nach Sète in Südfrankreich, wo er Hans Jahn bei dessen Flucht helfen konnte. In einem Brief an den ins Londoner Exil geflohenen Sozialisten Camille Huysmans begründete er seinen Entschluss, nach Belgien zurückzukehren. Er organisierte den gewerkschaftlichen Widerstand im Lande und weigerte sich trotz massiven Drucks, mit der Deutschen Arbeitsfront am Aufbau nationalsozialistischer Gewerkschaftsorganisationen in Belgien mitzuarbeiten. Er wurde Vorstandsmitglied der 1942 in Belgische Socialistische Partij (BSP) umbenannten nun illegalen Arbeiterpartei. In Flandern organisierte Major die Verbreitung des illegalen Gewerkschaftsblattes De Werker.
Bei Kriegsende organisierte er den Neuaufbau der belgischen sozialistischen Gewerkschaften. Von 1952 bis 1968 war er Gewerkschaftsvorsitzender des Algemeen Belgisch Vakverbond (ABVV). Er war 1949 Mitbegründer des Internationalen Bundes Freier Gewerkschaften (IBFG) und dessen Vizepräsident. Für die Belgische Socialistische Partij BSP wurde er von 1946 bis 1974 im Wahlbezirk Antwerpen zum Parlamentsabgeordneten gewählt. Von 1968 bis 1973 war Major Arbeits- und Sozialminister in der Föderalregierung unter Gaston Eyskens. In der Europäischen Gemeinschaft war er zeitweise Präsident des Wirtschafts- und Sozialausschusses.
Nach Beendigung seiner politischen Karriere wurde am 30. März 1973 zum Staatsminister ernannt. 
Der flämische Schriftsteller Piet van Aken kritisierte ihn 1983 in seinem Roman De Goddemaers als Autokraten.

## Schriften (Auswahl)
- Georges Keuwet; Louis Major: Verslag over de structuur van het A.B.V.V. door Georges Keuwet ; Nota over de structuur van het A.B.B.V. door Louis Major : statutair congres 23-24-25 december 1945 Algemeen Belgisch Vakverbond. Antwerpen : Excelsior, 1945